# Divizia 4 Infanterie bulgară (1916-1918)
Divizia 4 Infanterie bulgară a fost una din marile unități operative ale Armatei Bulgariei, participantă la acțiunile militare de pe frontul român, în timpul Primului Război Mondial. În această perioadă, a fost comandată de generalul de brigadă Pantelei Kiselov.  :p. 185